# Устечко (Чортковский район)
Устечко (укр. Устечко) — село в Толстенской поселковой общине Чортковского района Тернопольской области Украины.
До 2020 года входило в Залещицкий район.
Код КОАТУУ — 6122089201. Население по переписи 2001 года составляло 881 человек.

## Географическое положение
Село Устечко находится на левом берегу реки Днестр в месте впадения в неё реки Джурин,
выше по течению реки Джурин на расстоянии в 1 км расположено село Нагоряны,
на противоположном берегу Днестра — село Поточище (Городенковский район).
Через село проходит автомобильная дорога Р-24.

## История
- 1414 год — дата основания.

## Объекты социальной сферы
- Школа.
- Дом культуры.
- Амбулатория.

## Уроженцы
- Бикл, Шлойме (1896—1969) — еврейский писатель и редактор.

## Достопримечательности

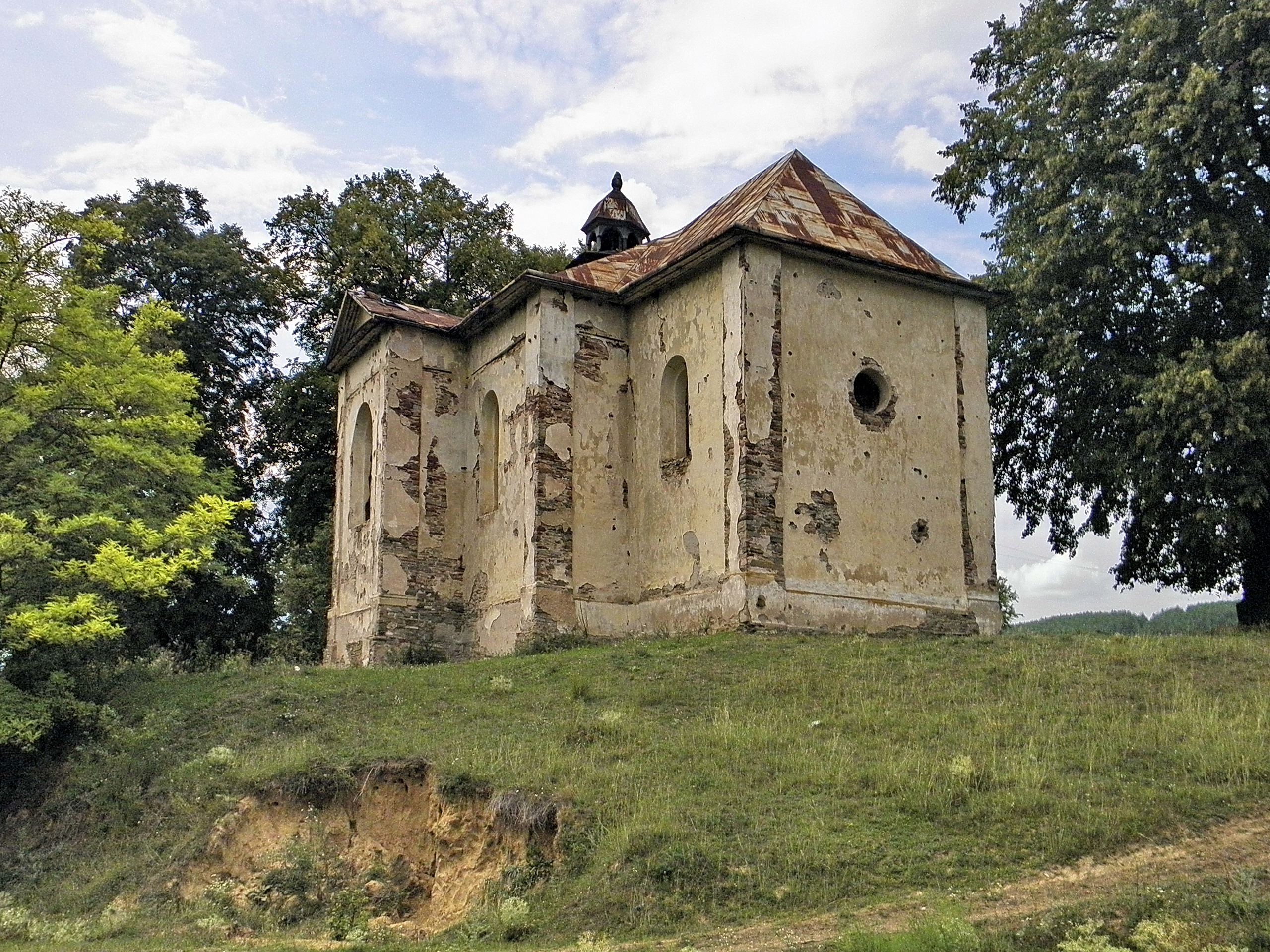
Римо-католическая церковь
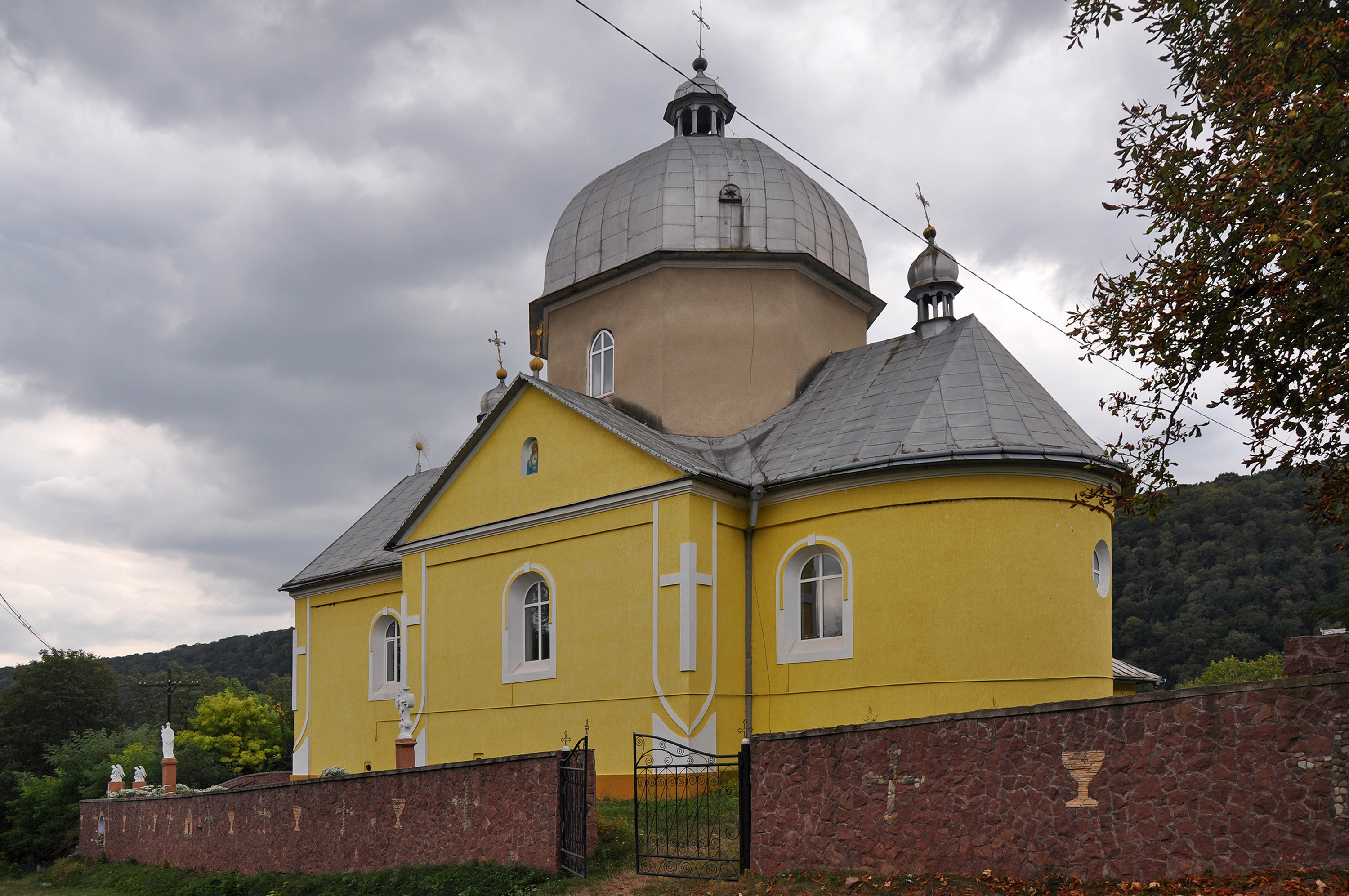
Церковь Св. Параскевы
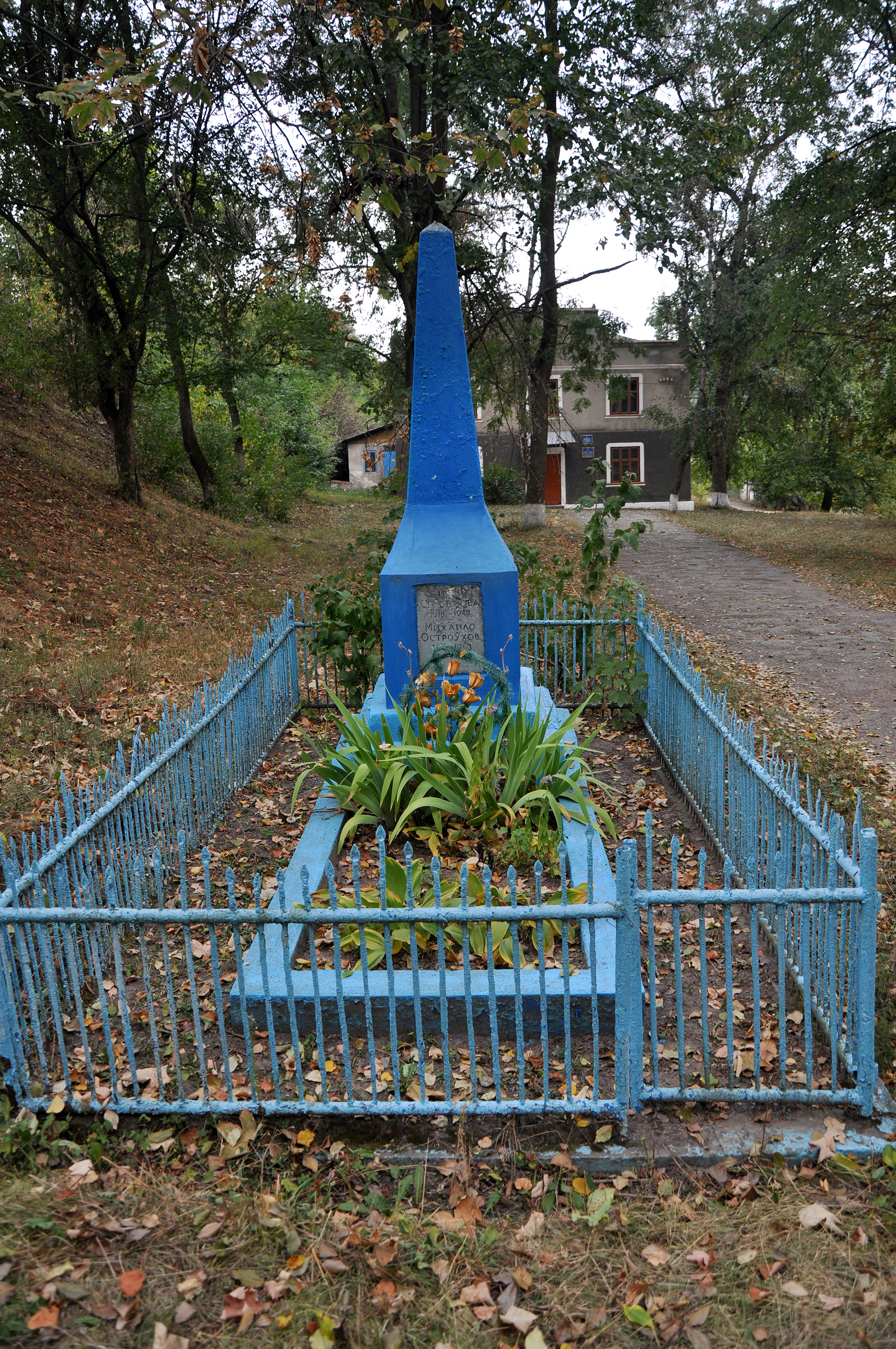
Могила партизан-ковпаковцев
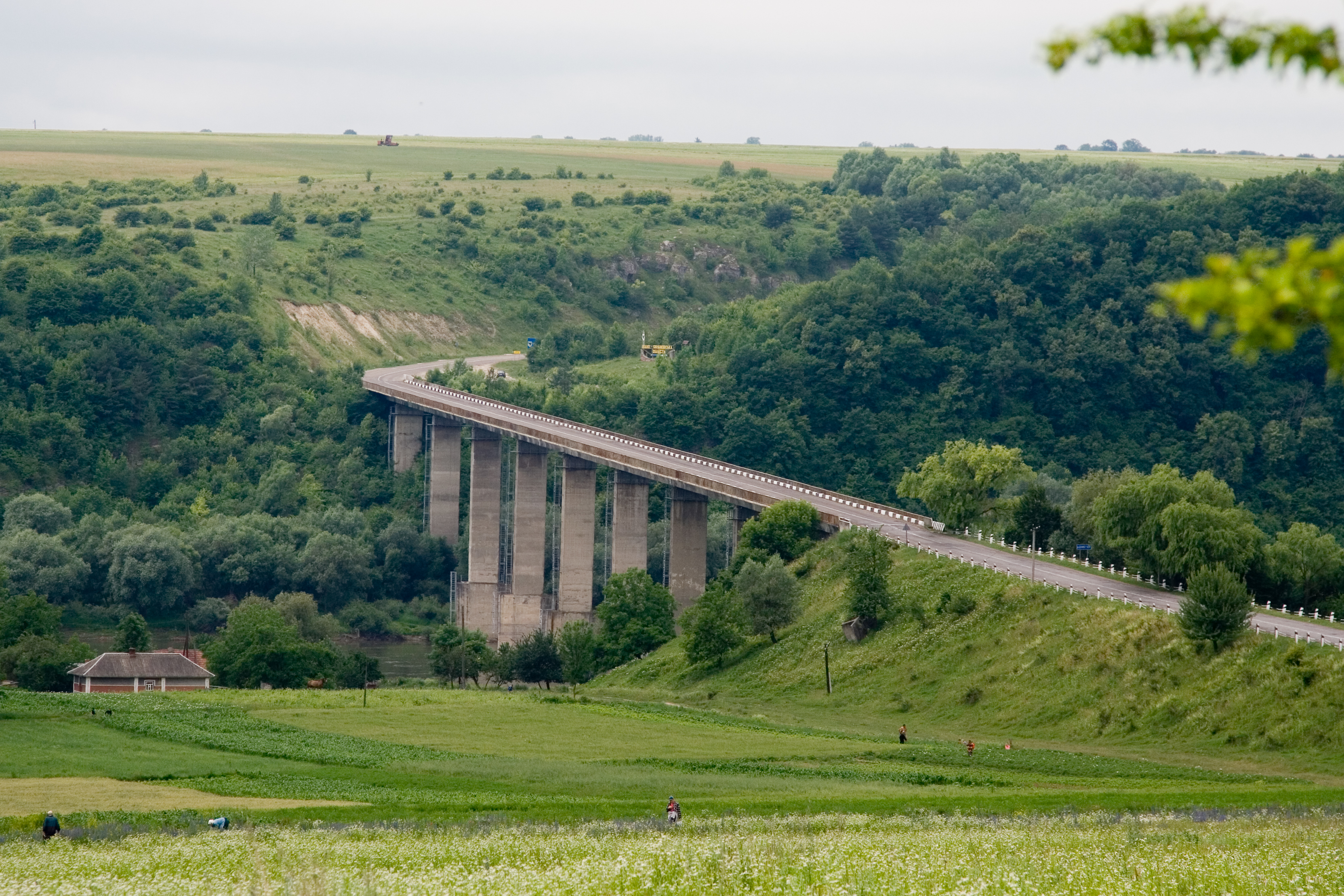
Мост через Днестр австрийской постройки конца 19 века